# Cláudio Pereira
Claúdio Filipe Ruivo Pereira (Porto, 11 januari 1987) is een Portugees voetbalscheidsrechter. Hij is in dienst van FIFA en UEFA sinds 2024. Ook leidt hij sinds 2018 wedstrijden in de Primeira Liga.
Op 26 augustus 2018 leidde Pereira zijn eerste wedstrijd in de Portugese nationale competitie. Tijdens het duel tussen Vitória Setúbal en CD Nacional (1–2 voor de thuisclub) trok de leidsman tienmaal de gele kaart, waarvan twee aan dezelfde speler die zodoende mocht inrukken. Zijn eerste interland floot hij op 8 juni 2024, toen Hongarije met 3–0 won van Israël door een doelpunt van Roland Sallai en twee van Barnabás Varga. Tijdens deze wedstrijd toonde Pereira aan de Hongaren Attila Szalai, László Kleinheisler en Martin Ádám en de Israëliër Roei Gordana een gele kaart.

## Interlands
| Datum       | Plaats              | Wedstrijd          | Uitslag | Competitie        | Kreeg geel | Kreeg voor de tweede keer geel en dus rood | Weggestuurd |
| ----------- | ------------------- | ------------------ | ------- | ----------------- | ---------- | ------------------------------------------ | ----------- |
| 8 juni 2024 | Debrecen, Hongarije | Hongarije – Israël | 3 – 0   | Vriendschappelijk | 4          | 0                                          | 0           |

Laatst bijgewerkt op 28 juni 2024.